# Abies densa
Abies densa és una espècie de conífera de la família Pinaceae nativa de l'Himàlaia. De vegades es considera com una varietat d'Abies spectabilis. Es troba a Bhutan, Xina, l'Índia, i Nepal.
Abies densa és la conífera dominant en el cinturó superior de l'Himàlaia central i oriental des del Nepal, Sikkim, Bhutan, i Tibet adjacent a Myanmar a altituds entre 2.800 i 3.700 m. És un arbre que pot arribar a fer 60 m d'alt. Les seves fulles aciculars fan 4,5 cm de llargada amb els marges un poc recorbats. Les pinyes fan 10 cm de llargada.